# Meridian (Colorado)
Meridian es un lugar designado por el censo del condado de Douglas, Colorado, Estados Unidos. Según el censo de 2020, tiene una población de 4786 habitantes.
En los Estados Unidos, un lugar designado por el censo (traducción literal de la frase en inglés census-designated place, CDP) es una concentración de población identificada por la Oficina del Censo exclusivamente para fines estadísticos.

## Geografía
Está ubicado en las coordenadas 39°32′44″N 104°51′12″O / 39.54556, -104.85333 (39.545684, -104.85332).

## Demografía
Según la estimación 2018-2022 de la Oficina del Censo, los ingresos medios de los hogares son de $89,573 y los ingresos medios de las familias son de $121,280. Alrededor del 5.2% de la población está por debajo de la línea de pobreza.